# Ceratinopsis interventa
Ceratinopsis interventa är en spindelart som beskrevs av Chamberlin 1948. Ceratinopsis interventa ingår i släktet Ceratinopsis och familjen täckvävarspindlar. Inga underarter finns listade i Catalogue of Life.